# Alina Ayupova
Alina Ayupova (usbekisch-kyrillisch Алина Аюпова) ist eine usbekische Sommerbiathletin, die in der Disziplin Crosslauf startet.
Alina Ayupova nahm in Osrblie an den Sommerbiathlon-Europameisterschaften 2010 teil und belegte sowohl im Sprint wie auch in der Verfolgung 16. Plätze. Eine bessere Platzierung vergab sie aufgrund schlechter Schießleistungen. Im Sprint traf sie nur drei von zehn möglichen Zielen, in der Verfolgung gar nur fünf von 20. Im Sprint war nur Natalja Solowjowa ebenso schlecht, wies aber eine vielfach bessere Laufzeit aus. In der Verfolgung war nur Ildikó Papp um einen Fehler schlechter, auch sie war aber auf der Strecke besser. Deshalb wurde Ayupova im Mixed-Staffelrennen die Juniorin Darmonjon Rozmetova vorgezogen.